# Antranik Torossian
Pour les articles homonymes, voir Torossian.

a Compétitions nationales et continentales officielles uniquement.

Dernière mise à jour le 8 octobre 2022.
Antranik Torossian, né le 22 avril 1944 à Auch (Gers), est un joueur de rugby à XV, qui a joué entre autres avec le FC Auch et le Stade bagnérais et en équipe de France au poste de talonneur (1,71 m pour 88 kg).
Il est d'origine arménienne et vit à Pau.  
Il a trois enfants : Sarah Sabatié, Olivia Torossian juriste en droit du sport et Frédéric Torossian qui a joué à haut niveau et a été ensuite entraîneur.

## Carrière de joueur

### En club
Antranik Torossian a commencé très jeune à Auch où il évolue jusqu'en 1966.
Sous les couleurs du club gersois, il dispute notamment un quart de finale de Challenge Yves du Manoir en 1965. 
Très vite, ses qualités sont reconnues de tous et il rejoint l'équipe de Bagnères pour jouer notamment avec Jean Gaschassin puis plus tard Roland Bertranne. 
Le duo "Toto-Gacha" a repris vie à la Fédération Française de Tennis lorsque la fille d'Antranik, Olivia, y a effectué son stage de fin d'études aux côtés de Jean Gaschassin pour sa dernière année.   
Antranik Torossian a fortement marqué le club avec notamment les finales des Championnats de France 1979 au cours de laquelle il se verra expulsé avec son vis-à-vis Guy Colomine et 1981. Très attaché au Stade Bagnérais, il y a été entraîneur durant plusieurs années par la suite.
Pour la saison 2001-2002, il rejoint son fils Frédéric comme entraîneur adjoint à la Section paloise.  
Une équipe de choc et un évènement familial historique pour la Section qui a été le seul club a compter le père et fils pour entraîner leur équipe. 
Clubs de son parcours : 
- FC Auch
- Stade bagnérais
- Section paloise : entraîneur avec son fils.

## Palmarès

### En club
Avec le Stade bagnérais
- Championnat de France de première division :
  - Vice-champion (2) : 1979 et 1981

### En équipe nationale
Antranik Torossian a joué dans le XV de France d'abord en espoir puis en France A.